# Torii Kiyosato
Torii Kiyosato (鳥居清里?; fl. XVIII secolo) è stato un pittore e incisore giapponese, rappresentante del genere ukiyo-e.

## Biografia
Fu membro della scuola Torii ed allievo ed imitatore di Torii Kiyomitsu e di Ishikawa Toyonobu. Le informazioni biografiche su questo artista sono molto limitate, si sa che fu attivo nella stampa a tre colori e fu attivo tra il 1751 ed il 1758.